# المدرسة السلجوقية في الرسم

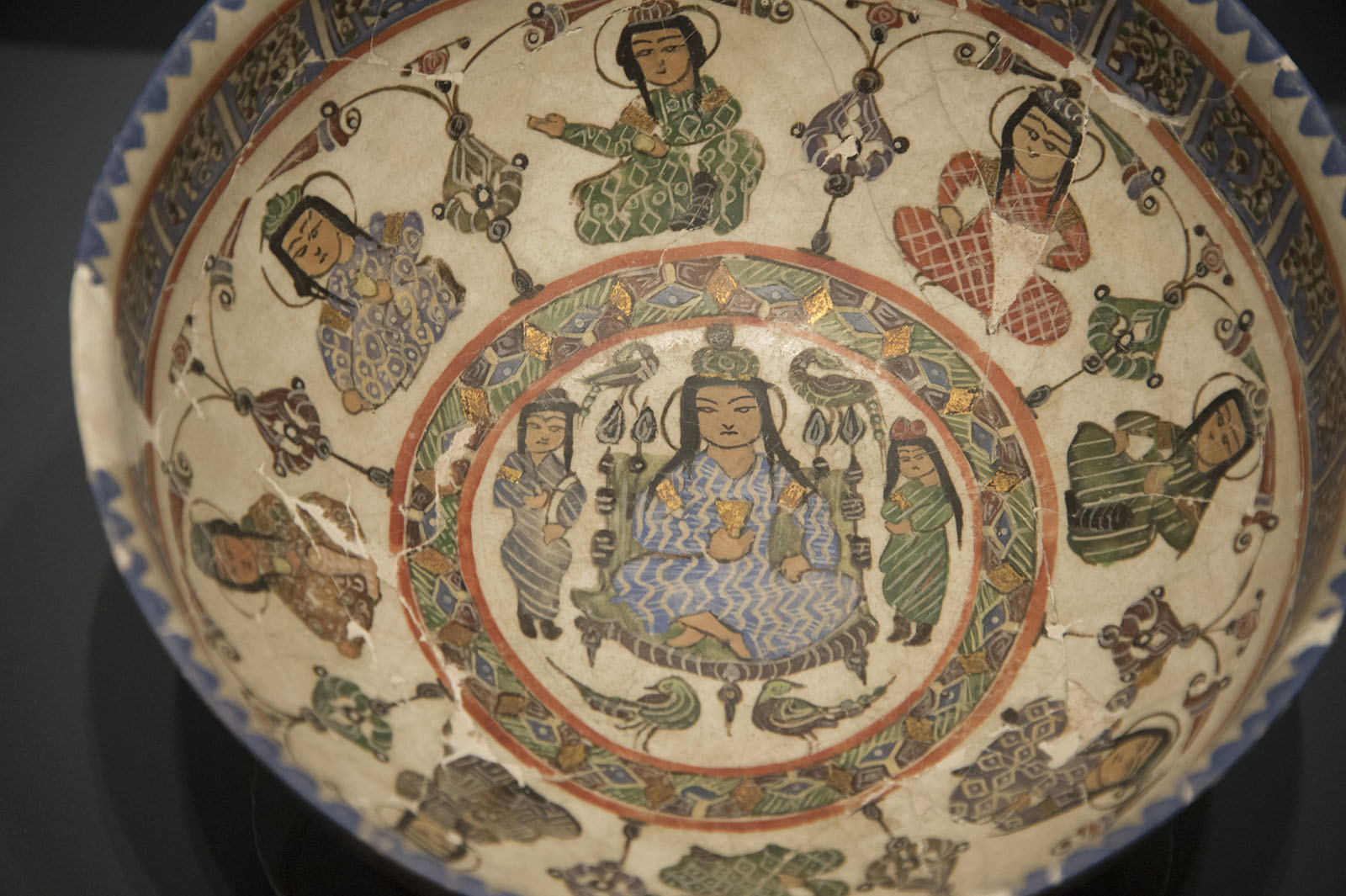
وعاء مينا من العصر السلجوقي، متحف الفن الإسلامي، في تركيا، ربما يعود تاريخه إلى القرن السابع الهجري

المدرسة السلجوقية هي فترة من الفن التشكيلي الإيراني، حكم فيها السلاجقة إيران. منذ القرن الرابع الهجري، وخلال العصر السلجوقي، برز أسلوب في الرسم الإيراني عُرف لاحقًا بهذا الاسم. يُعد هذا الأسلوب أول مدرسة في مجال الرسم الإيراني. خلال هذه الفترة، ازدهرت رسومات كتاب "أرزهنغ ماني" ، وبلغت صناعة الفخار والرسم عليه ذروتها.

## الخلفية
السلاجقة هم قبيلة من التركمان عاشت في سهول خوارزم، على شواطئ بحر قزوين، وعلى الجانب الآخر من نهر جيحون في بلاد ما وراء النهر خلال أوج ملوك السامانيين في القرنين الثاني والثالث الهجريين. وفي وقت لاحق، في القرن الخامس الهجري، مارسوا السلطة والنفوذ على نيسابور وجميع خراسان، ووسعوا سيطرتهم تدريجيًا إلى بغداد، وبالتالي تمكّن السلاجقة من حكم إيران والعراق وآسيا الصغرى وبلاد الشام خلال فترة حكمهم. يعود تاريخ الفن التشكيلي السلجوقي إلى عصور ما قبل الإسلام، وتحديدًا إلى الفن الساساني من خلال تأثيرهم على آسيا الوسطى . إن الطريقة التي يتم بها تصوير الشخصيات في الصور ونوع التلوين والزخارف تذكرنا جميعًا بالمنحوتات الساسانية والرسومات المانوية في آسيا الوسطى.

## السمات

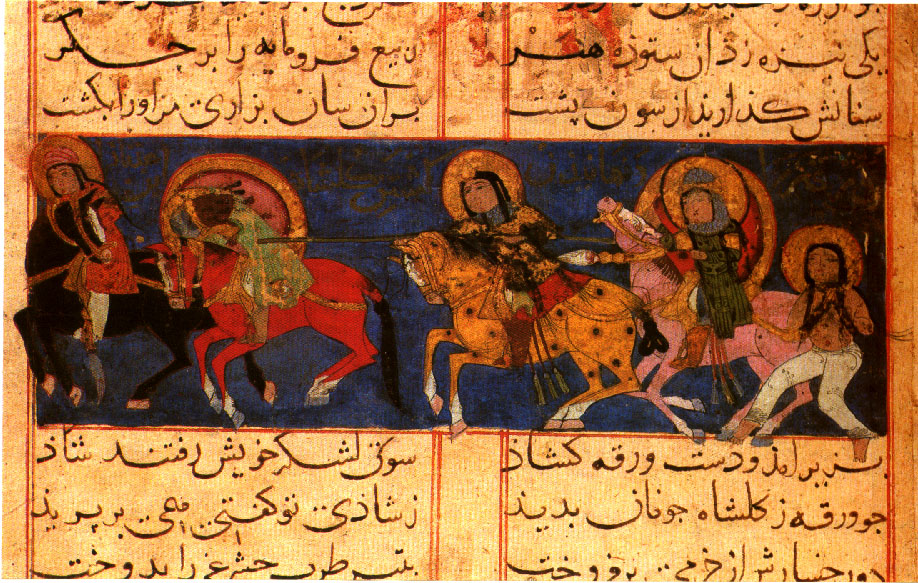
ورقة من لوحة ورقة وجلشة للرسام أيوقي، القرن السادس الهجري

خلال هذه الفترة، كان الفنانون، بمن فيهم الرسامون والخطاطون، مرتاحين ويعيشون في رخاء تام. وقد قدّر ملوك السلاجقة العلماء والفنانين واحترموهم كثيرًا وغالبًا ما رعوهم. تتميز المدرسة السلجوقية بخصائص مشابهة لمدرسة بغداد، ألا وهي البساطة. إن استخدام الشخصيات البشرية والزهور والنباتات أمر شائع في هذه المدرسة. ومع ذلك، هناك أيضًا اختلافات؛ الاختلاف الأول هو أنه في لوحات هذه المدرسة، كانت الخلفية مطلية وكانت الألوان عادةً حمراء. والاختلاف الثاني هو أنه في هذه المدرسة، لا تحتوي ملابس الشخصيات عادةً على تجاعيد، والاختلاف الثالث هو الاستخدام المكثف للزخارف الإسلامية. ومن بين كتب هذه المدرسة، يمكننا أن نذكر ورقة وجلشة، والأغاني لأبي الفرج الأصفهاني، والمفيد الخاص لزكريا الرازي، والطريق، وأندرزنامة، وشاهنامه الكاما، وطب جالينوس، وسامك العيار.
من منظور بصري، لا تزال هذه المدرسة تحتفظ بتركيبات بسيطة مثل المدرسة العباسية البغدادية، ولكن تأثيرات الرسم الساساني (وما قبل الإسلام) وأذواق الشرق الأقصى (الصينية) تهيمن على هذه المدرسة، وهي السمة المميزة الرئيسة لها عن المدرسة العباسية. في العديد من الشخصيات، توجد هالة حول الرأس، والتي تُستخدم لفصل الشخصية عن الخلفية، والرؤوس أكبر من الجسم، وعادةً ما تكون أربطة الذراعين مرئية على الذراعين. من بين الفنانين البارزين في هذه الفترة مؤمن محمد الخوئي، الذي ربما قام بتوضيح كتاب ورقة وجلشة.

## أعمال المدرسة السلجوقية
- ورقة وجلشة (أيوقي - يحتوي هذا الكتاب على 71 صفحة من الرسوم التوضيحية الأفقية وهو الكتاب الوحيد الذي يرتبط بشكل خاص بالمدرسة السلجوقية - القرن الخامس)
- سامك عيار (خدادة كاتب العرجاني - يتناول مكانة عيار وخصائصهم)
- الأغاني (في مجال الموسيقى والتلحين يبدأ أبو الفرج الأصفهاني بـ 100 أغنية لهارون الرشيد)
- مفيد في علم الخواص ( زكريا الرازي )
- خصائص الأشجار ( زكريا الرازي )
- شاهنامه قصر طوب قابي (إشارة إلى اسم متحف في تركيا)
- شاهنامه كاما (تبدأ بصور السلطان محمود وتنتهي بصور الإسكندر ودارا، محفوظة في معهد كاما الشرقي[الإنجليزية] في مومباي )
- الطب الجالينوسي
- رسالة "صور الكواكب" للصوفي
- رسالة نصيحة
- كليلة ودمنة [1]

## طالع أيضًا
- لوحة إيرانية